# Southern Vectis

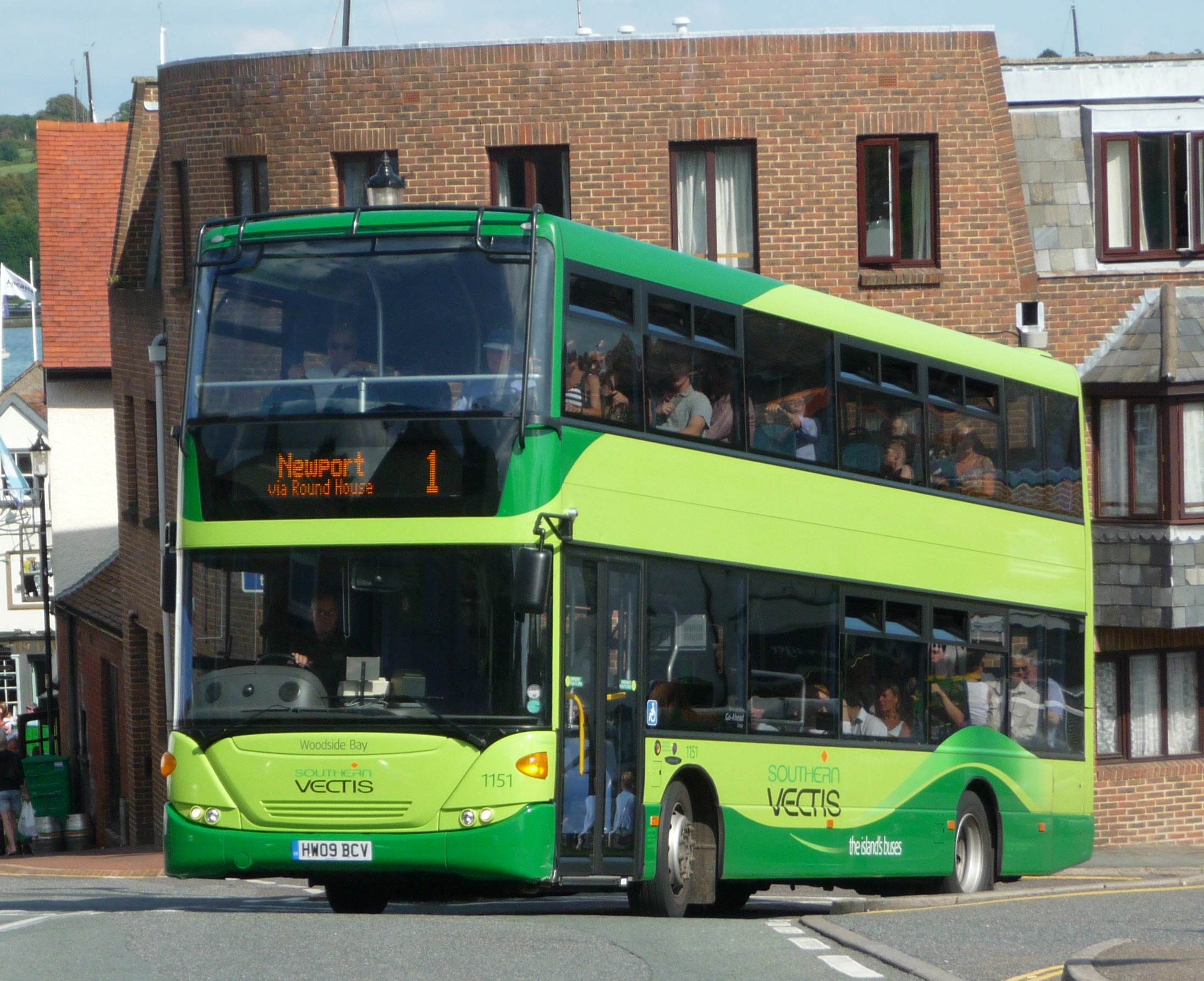
Bus von Southern Vectis in Cowes

Southern Vectis ist ein 1929 gegründetes Verkehrsunternehmen, das den öffentlichen Personenverkehr mit Bussen auf der britischen Isle of Wight betreibt.

## Geschichte
Die Southern Railway übernahm 1929 das zuvor private Unternehmen Vectis Bus Company, das seit Beginn der 1920er Jahre erste Busverkehre auf der Isle of Wight eingeführt hatte. Der Name des Unternehmens leitete sich von der lateinischen Bezeichnung Vectis für die Isle of Wight ab. Die Southern Railway, die alle Bahnstrecken der Isle of Wight betrieb, integrierte das Unternehmen in ihr Verkehrsangebot. Mit der Nationalisierung 1948 infolge des Transport Act 1947 übernahm die British Transport Commission (BTC), in der die damalige Labour-Regierung alle britischen Verkehrsträger zusammenfasste, die Steuerung des Unternehmens. Während die Southern Railway mit den anderen Eisenbahngesellschaften zu British Railways zusammengefasst wurde, kam Southern Vectis wie alle übrigen Verkehrsunternehmen im Besitz der öffentlichen Hand außerhalb Londons unter das Dach der Road Transport Executive. 
Unter Verkehrsministerin Barbara Castle wurden die verschiedenen Busunternehmen 1969 zur National Bus Company (NBC) zusammengefasst, darunter auch Southern Vectis. Margaret Thatcher initiierte 1985 den Transport Act 1985, der die Deregulierung des gesamten lokalen Busverkehrs außerhalb von London zur Folge hatte. Neben der Auflösung der NBC war die Einführung von Wettbewerb am Fahrgastmarkt eine wesentliche Folge der Deregulierung. Southern Vectis wurde 1986 durch ein Management-Buy-out übernommen. 
Das Unternehmen, das bis dahin de facto das Monopol im Busverkehr auf der Isle of Wight hatte, sah sich in den Folgejahren verschiedenen Konkurrenzunternehmen ausgesetzt, die teils durch parallele Linienführungen versuchten, Marktanteile zu erzielen. Vectis hatte zusammen mit der Privatisierung auch den zentralen Busbahnhof in der Inselhauptstadt Newport übernommen und verwehrte den Konkurrenten den Zugang zu diesem Knotenpunkt des gesamten Verkehrsnetzes. Die Konkurrenzunternehmen schalteten daraufhin die Wettbewerbsbehörde, das Office of Fair Trading (OFT), ein. Diese entschied 1988, dass Southern Vectis anderen Unternehmen Zugang zum Busbahnhof gewähren müsse. Es gelang dem Unternehmen jedoch in den Folgejahren, durch aggressive Taktiken wie etwa zeitgleiche Fahrten alle Neueinsteiger aus dem Markt auf der Isle of Wight zu verdrängen. Zuletzt gab das der Unitary Authority der Isle of Wight, dem Isle of Wight Council, gehörende Unternehmen Wightbus, das überwiegend im Schulbusverkehr tätig war, im Jahr 2011 den eigenständigen Betrieb auf. Southern Vectis, das seit 2005 zu Go-Ahead gehört, ging dafür eine Partnerschaft mit dem Council ein und übernahm gegen öffentliche Co-Finanzierung neben den Schulbusverkehren einige schwächer nachgefragte Linien auf der Isle of Wight.

## Liniennetz
Southern Vectis besitzt de facto das Monopol im öffentlichen Verkehr auf der Isle of Wight, das früher recht umfangreiche Eisenbahnnetz der Insel ist seit der Beeching Axe auf die kurze Island Line zwischen Ryde und Shanklin reduziert. Newport als Inselhauptstadt ist auch der zentrale Knoten des Liniennetzes. Die wichtigste Route 1 verkehrt zwischen Newport und Cowes und wird in der Hauptverkehrszeit alle sieben bis acht Minuten bedient. Die übrigen Linien verkehren deutlich seltener, meist im Halbstundentakt an Werktagen, teils auch nur mit wenigen Fahrtenpaaren pro Tag. Ein Teil der mit wenigen Fahrtenpaaren primär der Daseinsvorsorge dienenden Linien wird in einem dem Bürgerbus vergleichbaren Modell von freiwilligen Fahrern gefahren. 
Daneben bietet Southern Vectis in den Sommermonaten mehrere Linien an, die mit Doppeldeckerbussen mit offenem Oberdeck bedient werden und vor allem dem Ausflugsverkehr durch landschaftlich reizvolle Bereiche der Insel und zu Sehenswürdigkeiten dienen. Diese Linien werden unter der Marke Island breezers angeboten. Außerdem existiert ein umfangreiches Schulbusnetz, das entsprechend der Farbgebung der hierfür verwendeten Fahrzeuge als Vectis blue bezeichnet wird. Insgesamt setzt das Unternehmen rund 100 Busse ein und beschäftigt etwa 300 Mitarbeiter.